# Több mint testőr (teleregény)
A Több mint testőr (eredeti címén Fearless Heart - Bátor szív) egy és 2012 és 2013 között készült amerikai televíziós sorozat az NBC-től. Főszereplői: Adriana Fonseca, José Luis Reséndez, Aylín Mújica, Ximena Duque és Fabián Ríos. A sorozatot 2012. március 6. és 2013. január 7. között sugározta az NBC csatorna. Magyarországon 2012. október 1. és 2013. július 15. között került adásba az RTL II-n.

## Történet
|  | Alább a cselekmény részletei következnek! |

A Több mint testőr lebilincselő szerelmi történet, melyben hűség, bátorság és cselszövés egyszerre van jelen. A történet középpontjában két női testőr áll, akik nemcsak azokkal igyekeznek leszámolni, akik az általuk védelmezett személyt veszélyeztetik, hanem azokkal is, akik a boldogságuk útjába próbálnak állni. A főszereplők egyike Angela, egy egyszerű testőr lánya, a másik pedig Samantha, a gazdag lány, akinek testőre nem más, mint Angela édesapja. A két lány soha nem fogja elfelejteni azt a napot a medencénél, ami egész életük legrosszabb rémálmává vált. Az történt ugyanis, hogy 1994-ben hirtelen gyermekrablók jelentek meg, hogy elvigyék Samanthát, ám Angela édesapja hihetetlen bátorságáról tett tanúbizonyságot, amikor saját életét feláldozva sikerült megmentenie a kislány életét. A végzetes estét követően Samantha és Angela élete külön utakon folytatódott.Sok év eltelte után Samanthát vakmerő testőrként látjuk újra, Angelát pedig a saját pékségében. Samantha éppen akkor érkezik a pékségbe, mikor bűnözők megpróbálják kirabolni azt, ám a két lánynak együtt sikerül megállítania a rablókat. Samantha és Angela találkozása új irányba terelte Angela életét, aki eldöntötte, hogy megválik üzletétől, hogy barátnőjéhez és édesapjához hasonlóan testőr legyen.
|  | Itt a vége a cselekmény részletezésének! |

## Szereplők

### Főszereplők
| Színész(nő)          | Szerepnév                                                                | Megjegyzés | Magyar hang           |
| -------------------- | ------------------------------------------------------------------------ | --- | --------------------- |
| Adriana Fonseca      | Ángela Valdez de Martínez/ Arroyo                                        | Génesis testőre/mostohaanyja, Estela és Miguel lánya, Luis exfelesége, Violeta és Juan Cruz édesanyja, Samantha és Miguel testvére, Juan Marcos felesége  | Major Melinda         |
| José Luis Reséndez   | Juan Marcos Arroyo                                                       | Isabel özvegye, Génesis, Juan Cruz és María Fernanda édesapja, Violeta mostohaapja, Emma mostohatestvére, Fabiola testvére, Laura exbarátja, Angela férje | Crespo Rodrigo        |
| Aylín Mújica         | Fernanda del Castillo Ramirez de La Madrid /Rodríguez/Victoria Villafane | Bernardo és Ofelia lánya, Willy és Rodrigo féltestvére, Vicente exfelesége, María Fernanda édesanyja, Ringo felesége, sorozatgyilkos                      | Solecki Janka         |
| Ximena Duque         | Samantha 'Sammy' Sandoval Navarro/Valdez Navarro de Del Castillo         | Testőr, Willy felesége, Darío nevelt lánya, Miguel és Perla lánya, Miguel és Angela testvére, Nicolás, Luz és Valentín édesanyja                          | Szabó Zselyke         |
| Fabián Ríos          | Guillermo 'Willy' del Castillo                                           | Samantha férje, Bernardo és Nora fia, Fernanda féltestvére, Nicolás, Luz és Valentín édesapja                                                             | Moser Károly          |
| Vanessa Pose         | Emma Arroyo/Emma Ferrera de Peralta                                      | Juan Marcos mostohatestvére, Pablo felesége | Csuha Bori            |
| Jon-Michael Ecker    | Pablo Peralta                                                            | Emma és Luciana testőre, Nelly exbarátja, Emma férje | Stern Dániel          |
| Sonya Smith          | Isabel Uriarte de Arroyo                                                 | Juan Marcos exfelesége, Génesis édesanyja, Josefina lánya, Paula testvére, Bernardo szeretője                                                             | F. Nagy Erika         |
| Gabriel Porras       | Miguel Valdez Gutiérrez                                                  | Testőr, Miguel fia, Ángela és Samantha testvére, szerelmes Fabiolába, Alma édesapja                                                                       | Gubányi György István |
| Manuel Landeta       | Bernardo del Castillo                                                    | Fernanda és Willy édesapja, Ofelia féltestvére, Perla, Estela és Isabel szeretője, Nora exférje, Clara férje                                              | Barbinek Péter        |
| Gabriel Valenzuela   | Luis Martínez / Camilo Martínez                                          | Ángela férje, Violeta édesapja, Camilo ikertestvére / Luis ikertestvére                                                                                   | Szatmári Attila       |
| Briggitte Bozzo      | Génesis Arroyo Uriarte                                                   | Isabel és Juan Marcos lánya, Juan Cruz féltestvére | Pekár Adrienn         |
| Nicole Arci          | Violeta Martínez Valdez                                                  | Ángela és Luis lánya, Juan Cruz féltestvére | Boldog Emese          |
| Tatiana Capote       | Ofelia Ramirez                                                           | Alkalmazott a del Castillo-házban, Bernardo testvére, Fernanda és Rodrigo édesanyja                                                                       | Csampisz Ildikó       |
| Alba Roversi         | Nora de del Castillo                                                     | Bernardo felesége, Fernanda nevelőanyja, Willy édesanyja, Ángela barátnője és excellatársa, Darío exszeretője                                             | Molnár Zsuzsa         |
| Ahrid Hannaley       | Cecilia                                                                  | Titkárnő Juan Marcos cégénél, Miguel exszeretője | Sági Tímea            |
| Pablo Azar           | Gustavo Ponte                                                            | Rendőr, Laura exférje | Király Adrián         |
| Angeline Moncayo     | Laura Aguilar de ex Ponte'María'                                         | Rendőr, Jessica édesanyja, Javier/Hóhér első szerelme, Gustavo exfelesége és szerelme                                                                     | Pikali Gerda          |
| Andrés Cotrino       | Nicolás de la Vega                                                       | Guadalupe és Esteban fogadott fia, valójában Samantha és Willy fia, szerelmes Jessicába                                                                   | Boldog Gábor          |
| Gabriela Borges      | Jessica del Torro Aguilar                                                | Víctor és Thelma fogadott lánya, valójában Javier/Verdugo és María/Laura lánya, Nicolás barátnője                                                         |                       |
| Brenda Asnicar       | Fabiola Ferrara/Fabiola Arroyo de del Toro                               | Juan Marcos testvére, Javier/Hóhér "özvegye"/felesége, Alma édesanyja                                                                                     | Bogdányi Titanilla    |
| Gregorio Pernía      | Javier Falcón 'Hóhér'/ Javier Del Toro                                   | Kábítószer-kereskedő, ál-DEA-ügynök, Jessica édesapja, Laura első szerelme, Fabiola férje, Fernanda bűntársa/szeretője                                    | Kárpáti Levente       |
| Alejandro López      | Vicente La Madrid                                                        | Fernanda egykori bűntársa és exférje, Gabriel testvére, Nelly és Paula exszeretője                                                                        | Kossuth Gábor         |
| Gilda Haddock        | Estela de Valdez                                                         | Ángela édesanyja, Miguel özvegye | Andresz Kati          |
| Daniela Navarro      | Clara Salvatierra de ex Del Castillo                                     | Bernardo asszisztense és exfelesége, Luz biológiai anyja, Camilo szerelme                                                                                 | Lamboni Anna          |
| Miguel Varoni        | Jesús Matamoros 'Messiás'                                                | Yvonne férje, Hóhér és Ringo gyerekkori barátja, Jesús Jr. édesapja                                                                                       | Haás Vander Péter     |
| Sandra Beltrán       | Yvonne Matamoros 'Csinibaba'                                             | Kábítószer-kereskedő, Javier/Verdugo ellensége, Jesús felesége, szerelmes Miguelbe, Jesús Jr. édesanyja                                                   | Hámori Eszter         |
| Carolina Tejera      | Lorena Barrios                                                           | Orvos, Santiago exfelesége, Samantha és Willy barátja | Dögei Éva             |
| Eduardo Rodríguez    | Esteban de la Vega                                                       | Samantha főnöke, Nicolas nevelőapja | Posta Victor          |
| Germán 'Tuto' Patiño | Cayetano Rodríguez 'Ringo'                                               | Kolumbiai bűnöző, Hóhér és Messiás jobbkeze, Fernada férje                                                                                                |                       |
| Roberto Plantier     | Gabriel La Madrid                                                        | Vicente testvére, Nelly szövetségese | Tokaji Csaba          |
| Priscila Perales     | Nelly                                                                    | Cseléd az Arroyo-házban | Czető Zsanett         |
| Katie Barberi        | Perla Navarro de Sandoval                                                | Darío felesége, Samantha édesanyja | Szórádi Erika         |
| Leonardo Daniel      | Darío Sandoval                                                           | Perla férje, Samantha nevelőapja, Rodrigo édesapja, Ofelia és Nora szeretője                                                                              | Rosta Sándor          |
| Jorge Luis Pila      | Miguel Valdez                                                            | Testőr, Ángela, Samantha és Miguel édesapja, Estela férje, Perla szeretője                                                                                | Élő Balázs            |

### Vendég–mellék– és egyéb szereplők
| Színész(nő)              | Szerepnév                          | Megjegyzés                                                     | Magyar hang        |
| ------------------------ | ---------------------------------- | -------------------------------------------------------------- | ------------------ |
| Yrahid Leylanni          | Natalia                            | Ál-Fabiola, rendőr, Miguel szeretője, Johnny exfelesége        | Zakariás Éva       |
| David Cano               | Juan Cruz Arroyo Valdez            | Ángela és Juan Marcos fia, Génesis és Violeta testvére         | Nem beszél         |
| Jonathan Freudman        | Rodrigo Sandoval Ramirez           | Ofelia és Darío fia, Bernardo keresztfia, Fernanda féltestvére | Baráth István      |
| Luis Gerardo López       | Gerardo Duval                      | Rendőr                                                         | Varga Gábor        |
| Johanna Cure             | Lady                               | Modell                                                         | Törtei Tünde       |
| José Luis Tovar          | Óriás                              | Jesús barátja                                                  | Bácskai János      |
| Clemencia Santos         | Piedad                             | boszorkány, Lady és Óriás anyja                                |                    |
| Ileana Jacquet           | Josefina Uriarte                   | Isabel és Paula édesanyja, Genesis nagymamája                  | Menszátor Magdolna |
| Jamie Sasson             | Paula Uriarte                      | Josefina lánya, Isabel testvére                                | Zsigmond Tamara    |
| Lino Martone             | Diego Villareal                    | Juan Marcos testőre                                            | Renácz Zoltán      |
| José Guillermo Cortines  | Renzo Mancilla                     | Isabel testőre/szeretője                                       | Maday Gábor        |
| Carla Rodríguez          | Alejandra                          | Miguel Gutiérrez első szerelme                                 | Mezei Kitty        |
| Paloma Márquez           | Sol Diaz de León                   | Emma barátnője, Gonzalo testvére, Bernardo szeretője           | Molnár Ilona       |
| Ezequiel Montalt         | Manuel Flores                      | Korrupt rendőrfelügyelő, Luis cinkosa                          | Seszták Szabolcs   |
| Jalimar Salomon          | Gloria Ferreira                    | Korrupt rendőr, Fernanda bűntársa                              |                    |
| Haydee Ramírez           | Rosario                            | Cseléd Verdugo házában, Javier/Verdugo édesanyja               |                    |
| Viviana Mendez           | Guadalupe                          | Esteban exfelesége, Nicolás nevelőanyja                        |                    |
| Yami Quintero            | Eugenia                            | Ügyész, Willy szeretője                                        | Roatis Andrea      |
| Francisco Porras         | Dante                              | Kábítószer-kereskedő                                           |                    |
| Johnny Nessy             | Germán Galindez 'El Vikingo'       | Luis barátja                                                   |                    |
| Beatriz César            | Andrea                             | Vikingo barátnője, szerelmes Luisba                            |                    |
| Fernando Cermeño Sánchez | Gael                               | Samantha exbarátja                                             | Láng Balázs        |
| Carlos Noceti            | Dr. Velasquez                      | Kolumbiai orvos                                                |                    |
| Pedro Telemaco           | Marshall                           | Rendőr                                                         | Seder Gábor        |
| D'Michael Haas           | Dr. Levin                          | Orvos az elmegyógyintézetben                                   | Galbenisz Tomasz   |
| María del Pilar Pérez    | María Fernanda Arroyo del Castillo | Fernanda és Juan Marcos lánya                                  | Gulás Fanni        |
| Itzel Ramos              | Leonor de Arroyo                   | Juan Marcos és Fabiola édesanyja                               |                    |
| Eduardo Wasveiler        | Juan Ignacio Arroyo                | Fabiola és Juan Marcos édesapja                                | Cs. Németh Lajos   |
| Sofía Sanabria           | Ángela Valdez (gyerek)             | Estela és Miguel lánya                                         |                    |
| Emily Álvarado           | Samantha Sandoval Navarro (gyerek) | Perla és Darío lánya                                           |                    |
| Greydis Gil              | Tamara                             | Cseléd az Arroyo-házban                                        |                    |
| Michelle Jones           | Pamela Vallester                   | Génesis testőre                                                | Bognár Anna        |
| Dayami Padrón            | Paloma Nieves                      | Pornószínésznő, Willy barátnője                                |                    |
| Leslie Stewart           | Thelma                             | Jessica nevelőanyja                                            |                    |
| Jorge Luis Portales      | Víctor                             | Jessica nevelőapja                                             |                    |
| Janire Blanco            |                                    | Pablo édesanyja                                                |                    |
| Olegario Pérez           |                                    | Pablo édesapja                                                 |                    |
| Miriam Henriquez         | Dolores                            | Ángela cellatársa                                              |                    |
| Vanessa Fernández        | Irma                               | Rab a börtönben                                                |                    |
| Al Danuzio               |                                    | Luis bűntársa                                                  |                    |
| Alain Álvarez            |                                    | Nyomozó                                                        |                    |
| Abraham Segundo          |                                    | Nyomozó                                                        |                    |
| Alejandro di Carlo       |                                    | Dante fő testőre                                               |                    |
| Alejandro Rentería       |                                    | Biztonsági őr                                                  |                    |
| Alvaro Ardila            |                                    | Emberrabló                                                     |                    |
| Ana Belen                |                                    | Lucas édesanyja                                                |                    |
| Anderson Leal            | Lucas                              | Samantha és Willy hamis fia                                    |                    |
| Andrea Baeza             | Nancy                              | Katona, Fabiola barátja a hadseregben                          |                    |
| Andrés Miguel Escobar    | Mario                              | Fényképész                                                     |                    |
| Andrés Vargas            | Tony 'El Canario'                  | Hóhér embere, bűnöző                                           |                    |
| Bettina Grand            | Inés Suárez                        | Juan Ignacio exszeretője                                       |                    |
| Carlos Cuervo            | Dr. Federico Varela                | Ügyvéd                                                         |                    |
| Carlos Mantilla          | Torres                             | Ügyvéd                                                         |                    |
| Carlos Pitela            | Pedro atya                         | Pap                                                            |                    |
| Enrique Herrera          | Alberto Robinson                   | Bíró                                                           |                    |
| Georgette Haddack        | Sonia Estévez                      | Juan Ignacio exszeretője                                       |                    |
| Ivanna Rodríguez         | Priscila                           | María Fernanda osztálytársa                                    |                    |
| Iván Hernández           | Leonardo Careño                    | Bűnöző                                                         |                    |
| Johnny Acero             | Francisco Carrillo                 | Kolumbiai politikus                                            |                    |
| Juan Cepero              | Octavio Ruíz                       | Juan Marcos édesapjának barátja                                |                    |
| Laura Ferretti           | Trinidad                           | Fotós                                                          |                    |
| Lina Maya                | Irene                              | Álorvos                                                        |                    |
| Nadia Escobar            | Monique                            | Prostituált                                                    |                    |
| Natacha Guerra           | Frida Brown                        | Testőr                                                         | Vágó Bernadett     |
| Omar Santana             | Raúl Fuentes                       | Bűnöző                                                         |                    |
| Patricia Alquinta        | Ursula Villalobos                  | Gloria barátnője                                               |                    |
| Rafael Robledo           | Rafael Robledo                     | Bíró Fernanda tárgyalásán                                      |                    |
| Ray Hernández            | Núñez                              | Testőr                                                         |                    |
| Rosa Paseiro             | Diana                              | a bordélyház tulajdonosa                                       |                    |
| Carolina Delgado         |                                    | Ál-orvos, Willy barátnője                                      |                    |
| Eslover Sánchez          |                                    | Ügyész                                                         |                    |
| Andrés Mistage           |                                    | Ügyvéd                                                         |                    |
| Shanik Hughes            |                                    | Ápolt a pszichiátriai intézetben                               |                    |
| Jaider Villa             |                                    | Bűnöző                                                         |                    |
| Isaniel Rojas            |                                    | Bűnöző                                                         |                    |
| Gisella Abounrad         |                                    | Elítélt                                                        |                    |
| Guadalupe Hernández      |                                    | Emberrabló                                                     |                    |
| Orlando Casin            |                                    | Bíró                                                           |                    |
| Luis Arturo Ruíz         |                                    | Rendőr                                                         |                    |
| Armando Acevedo          |                                    | Rendőr                                                         |                    |
| Carlos Pena              |                                    | Rendőr                                                         |                    |
| Marina Catalán           |                                    | Börtönőr                                                       |                    |
| Melody Batule            |                                    | Nőgyógyász                                                     |                    |
| Miguel Colón             |                                    | Rendőr                                                         |                    |
| Jorge Luis García        |                                    | Rendőr                                                         |                    |
| Patricia Noguera         |                                    | Börtönőr                                                       |                    |
| Yanelis Izquierdo        |                                    | Orvos                                                          |                    |
| Andrés Mejía             |                                    | Orvos                                                          |                    |
| Raúl Oropesa             |                                    | Orvos                                                          |                    |
| Oliver Gutiérrez         |                                    | Emma főnöke                                                    |                    |
| Renato Campilongo        |                                    | Kolumbiai művezető                                             |                    |

## Szinkron
- A szinkronizálás kezdete: 2012. augusztus 27-én.
- Magyar szöveg: Szabó Erika, Nikas Dániel, Gáspár Bence stb.
- Hangmérnök és vágó: Gajda Mátyás
- Gyártásvezető: Massol Ildikó
- Szinkronrendező: Szalay Éva SZASZA
- Stúdió: Hang - Kép Szinkroncsoport